# Alexandra Harder
Alexandra Harder (* 17. November 1905 in St. Petersburg als Alexandrine Elisabeth Fischer; † 7. März 2001 in Hanau) war eine deutsche Malerin und Trägerin des Kulturpreises des Main-Kinzig-Kreises.

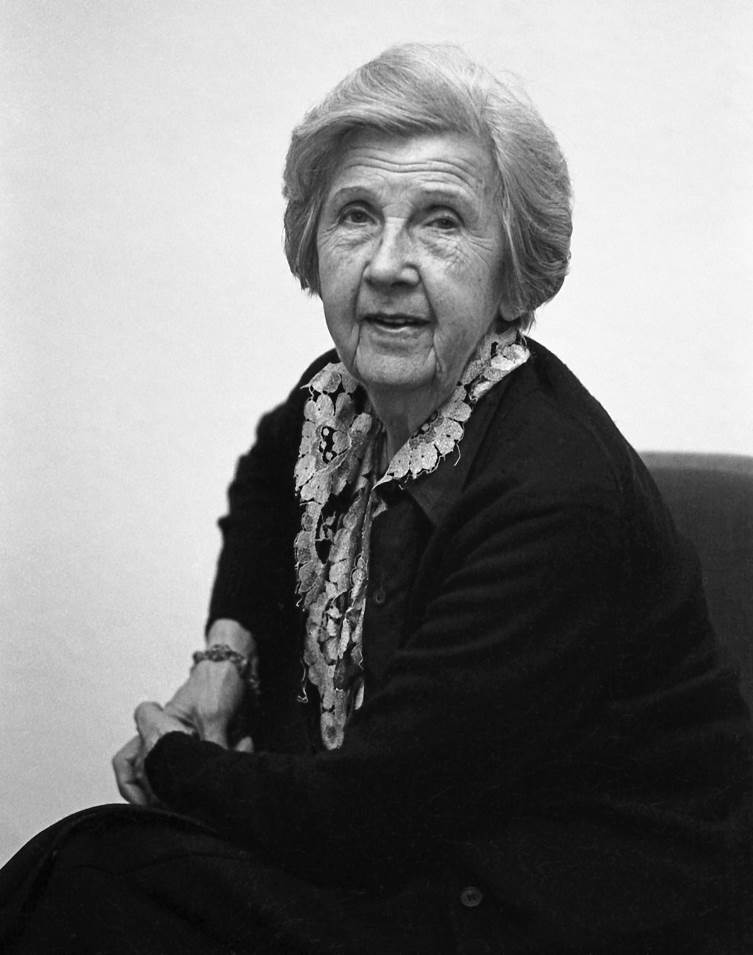
Alexandra Harder, 1985

## Leben

### Herkunft & Familie
Alexandra Harder wurde als deutsche Staatsbürgerin in St. Petersburg geboren. Sie war das dritte Kind von Ludwig (1860–1935) und Alexandra Fischer (geborene Bukowski). Ihre Kindheit verbrachte sie in ihrer Geburtsstadt bis zum Beginn des Ersten Weltkrieges. 1914 wurde die Familie als Reichsdeutsche nach Krasnojarsk in Sibirien verbannt. Ihr Vater Ludwig Fischer kam im Austausch gegen russische Gefangene wieder nach Deutschland, ihr ältester Bruder Alexander Ludwig Fischer (1897–1957) wurde in den Militärdienst einberufen, während Alexandra Harder mit ihrer Mutter und ihrem Bruder Georg Johannes Andreas Fischer (1903–1998) weitere Jahre versuchten, ihrer misslichen Lage zu entkommen. 1922 gelang ihnen die Flucht nach Berlin. Dort besuchte Alexandra Harder 1925/1926 das Atelier Schlopsnies und studierte anschließend 1926/1927 als Gasthörerin an der Akademie der bildenden Künste Berlin. Dort lernte sie den Kunstmaler Alexander Harder kennen, den sie 1927 heiratete.

### Auswanderung und Flucht
1927 wanderte das Ehepaar Harder nach Winnipeg in Kanada aus. Ursprünglich wollten sie in die USA, da Alexander Harder ein berufliches Angebot in Kansas erhalten hatte. Doch die Einreise wurde ihnen aufgrund seines russischen Geburtsortes verwehrt. Erst 1929 war die Einwanderung in die USA für sie möglich. In San Francisco niedergelassen, besuchte Alexandra Harder eine Kunstschule in San Rafael.
1935 kehrten sie nach Berlin zurück. Dort konnte Alexandra Harder ihren Lebensunterhalt als freischaffende Kunstmalerin mit dem Erlös aus dem Verkauf ihrer Gemälde bei verschiedenen Galerien bestreiten. 1936 wurde ihre einzige Tochter Franziska (heute Franziska Haslinger) geboren. Insbesondere 1938, mit dem Berufsverbot für ihren Ehemann als „entarteter“ Künstler durch die Reichskulturkammer, erwirtschaftete Alexandra Harder mit ihren Gemälden den Lebensunterhalt für die Familie.
1939 wurde ihr Ehemann Alexander in den Militärdienst eingezogen. Sie überstand mit ihrer Tochter den Zweiten Weltkrieg erst in Berlin und dann von 1942 bis 1945 in Wernigerode. Sie blieb dabei weiterhin in Kontakt zu ihren Kunsthändlern in Berlin. Bei Kriegsende kehrte ihr Ehemann zurück und sie flohen gemeinsam vor der sowjetischen Militäradministration. Sie verbrachten die anschließende Zeit als Displaced Persons in verschiedenen Flüchtlingslagern, bis sie 1947 in Osterlinde ansässig wurden. 1949 ließ sich die Familie endgültig in Hanau nieder.

### Künstlerischer Werdegang
In Hanau hatte sich 1949 das Künstlerehepaar Harder ihre gemeinsame Malerwerkstatt (Bild: Atelier Harder) aufgebaut. 1954 wurde Alexandra Harder ein Mitglied des Künstlerbundes Simplicius Hanau und nahm an deren regelmäßigen Ausstellungen teil. Ihre Werke signierte sie mit Ali Harder. In den 1960 unternahm sie Studienreisen durch Europa und den Orient. Sie war in ständiger Präsenz in mehreren Galerien. Doch erst in den 1980er und 1990er Jahren ergab sich für sie die Möglichkeit, vermehrt Einzelausstellungen gestalten zu können. Zu ihrem 75. Geburtstag fand 1981 die große Jubiläumsausstellung des Künstlerehepaares Harder im Rathaus Hanau statt. Es war die letzte gemeinsame Ausstellung mit ihren Ehemann, er starb 1985. 1990 wurde sie zum Ehrenmitglied des Künstlerbundes Simplicius ernannt und 1995 erhielt sie den Kulturpreis des Main-Kinzig-Kreises. 1999 verlegte sie Aufenthalt und Pflege in das Atelierhaus ihrer Tochter Franziska Haslinger in Hanau, wo sie 2001 an einem Schlaganfall verstarb. 2005 widmete ihr die Stadt Hanau im Historischen Museum Schloss Philippsruhe posthum eine Retrospektive.

## Werke (Auswahl)
Figürliche Darstellungen waren bei Alexandra Harder selten. Thematisch war das Stillleben ihr Milieu. Kompositionen mit Blumen, Krügen, Früchten, Federn, Muscheln variierte sie in zahlreichen Gemälden, wie bei Anthurium (Mischtechnik auf Hartfaserplatte, 1972), Indianernessel (Öl auf Leinwand, 1972) und Alter griechischer Weinkrug (Mischtechnik, 1986). Die klassische Technik der Ölmalerei wurde von Alexandra Harder schon sehr früh mit Collagen erweitert. Für die Collagen kombinierte sie häufig Sackleinen, Zeitungspapier mit Ölfarben auf Leinwand, wie bei Strandgut (Mischtechnik, 1995). In den 1960er–1970er Jahren kamen Vögel, wie bei Kanarienvogel, Taube (1968) und Nicolaos-Taube (1981) als Symbolträger ihrer Bildaussagen hinzu. Erst Anfang der 1980er Jahre fanden die Studienreisen aus den 1960ern Eingang in ihre Werke. Legenden aus dem Alten Testament, sowie Sagen der Griechischen Mythologie waren Themen ihrer letzten Gemälde, wie bei Jonas und der große Fisch (Mischtechnik, 1977), Heiliger Elias von Santorin und Mistra-Engel (Mischtechnik). Hierfür bildeten häufig Metallplatten und Kupferblech auf Holz aufgezogen den Untergrund etlicher Bildgestaltungen, wie bei Lampada (Mischtechnik auf Spannplatte, 1986). Sie übermalte und überklebte oder ließ das Metall blank gerieben hervor stehen.

## Würdigungen
- 1990: Ernennung zum Ehrenmitglied des Künstlerbundes Simplicius
- 1995: Kulturpreis des Main-Kinzig-Kreises[7]
- 2006: Benennung einer Straße nach der Künstlerin Alexandra Harder in Nidderau

## Ausstellungen (Auswahl)
- 1936: Galerie Wolfgang Gurlitt, Berlin
- 1972: Jubiläums Ausstellung mit Alexander Harder–Khasán
- 1981: Jubiläums Ausstellung mit Alexander Harder–Khasán, Rathaus von Hanau
- 1982: Galerie L9, „Alexandra Harder Gemälde und Alexander Khasan Grafik“, Oberursel
- 1984: Kongresshalle, Gießen
- 1984: Kunstverein, Friedberg[8]
- 1986: Galerie L9, Oberursel
- 1987: Kunstkabinett Nagel, Hanau
- 1988: Galerie L9 „Poesie & Konstruktion mit Franziska Haslinger“, Oberursel
- 1990: Comoedienhaus Wilhelmsbad „Die Einwöchige“, Hanau
- 1995: Deutsches Goldschmiedehaus,  Hanau
- 2005: Retrospektive zum 100. Geburtstag, Historisches Museum Hanau